# Szojuz–5
A Szojuz–5 (oroszul: Союз 5) Szojuz 7K–OK típusú szovjet háromszemélyes személyszállító űrhajó volt.

## Küldetés
Fő feladata két űrhajó önálló manőverezése, megközelítés és összekapcsolása, a Szojuz–4/Szojuz–5 dokkolásával az első emberes kísérleti űrállomás kialakítása volt. A személyzet két tagja űrsétával (azaz nem a dokkolóegységen keresztül) szállt át a másik űrhajóba.

## Jellemzői
Tervezője a Központi Kísérleti Gépgyártási Tervezőiroda. Az űrhajót kis átalakítással emberes programra, teherszállításra és mentésre (leszállásra) tervezték.
1969. január 15-én a bajkonuri űrrepülőtér indítóállomásról egy Szojuz hordozórakéta (11А511) juttatta Föld körüli, közeli körpályára. Az orbitális egység pályája 88,6 perces, 51,7 fokos hajlásszögű, elliptikus pálya-perigeuma 196 kilométer, apogeuma 212 kilométer volt. A Szojuz űrhajó sorozatgyártással készült. Hasznos tömege 6585 kilogramm. Az űrhajó napelemek nélkül, kémiai akkumulátorokkal 14 napos program végrehajtására volt alkalmas. Összesen 3 napot, 54 percet és 15 másodpercet töltött a világűrben.
Január 16-án a Szojuz-4 manőverei lehetővé tették, hogy a két űrhajó egymással dokkolhasson. 100 méter távolságból Satalov kézi irányításra tért át. A közeledés menetét külső tévékamerákkal a Földre is közvetítették. A Szojuz-4 űrhajót aktív összekapcsoló rendszerrel (EVA) látták el, ami lehetővé tette, hogy mechanikusan és elektronikusan kapcsolódjanak az egységek. A dokkolást követően létrejött a világ első emberes kísérleti űrállomása: 13 tonna tömeggel, 18 köbméteres térfogatú 4 helyiségből, 4 főnyi legénységgel. A kísérleti űrállomás 4 óra 33 percen keresztül létezett. A Szojuz–5-ből űrséta során két űrhajós, Hrunov és Jeliszejev a 35. fordulatban az űrhajókon kívül megkezdte – autonóm szkafanderben – az első űrátszállást a Szojuz-4 űrhajóba. A két űrhajó között a kialakított dokkoló rendszer nem tette lehetővé a közvetlen átszállást. A felkészülés és a vezetőkorlátok segítségével történő átszállás 1 órát vett igénybe – a két űrhajós 37 percet tartózkodott a világűrben –, amit televízión keresztül a Földről is láthatóvá tettek. Szétkapcsolódás után a két űrhajó önálló megfigyelési és kutató munkát folytatott.
Január 18-án az 50. fordulatot követően belépett a légkörbe, a leszállás hagyományos módon – ejtőernyős leereszkedés – történt, Kosztanaj városától 200 kilométerre délnyugatra értek földet.
A leszállás majdnem tragédiával végződött. A szervizmodul nem vált le a leszállóegységről, így a légkörbe érő test aerodinamikai tulajdonságai nagyon leromlottak. Az űrhajó ellenkező pozícióban kezdte meg a leszállást. A növekvő légköri súrlódás, az egyre növekvő hőhatás következtében a meghajtó modul mégis levált, az űrhajó megfelelő irányba állt. Az egyik fékezőrakéta nem lépett működésbe, ezért a leszállás keményre sikerült. Volinov több foga kitört. A leszállásra kijelölt helytől mintegy 600 kilométerre ért földet. Volinov elhagyta az űrhajót, majd a -38 fokos szibériai sztyeppén barangolva néhány kilométerrel odébb egy parasztkunyhóban talált menedéket. Hét év múlva, a Szojuz–21-gyel repülhetett újra.
A sikeresen végrehajtott programmal lehetővé vált a Föld első, hosszabb ideig üzemelő űrállomásának, a Szaljut–1-nek a tudományos rendszerbe állítása.

## Személyzet
Induláskor
- Borisz Valentyinovics Volinov parancsnok
- Alekszej Sztanyiszlavovics Jeliszejev tudományos kutató
- Jevgenyij Vasziljevics Hrunov fedélzeti mérnök

Tartalék személyzet
- Anatolij Vasziljevics Filipcsenko parancsnok
- Viktor Vasziljevics Gorbatko űrhajós, pilóta
- Valerij Nyikolajevics Kubaszov fedélzeti mérnök

Leszálló űrhajós
- Borisz Valentyinovics Volinov parancsnok

## Külső hivatkozások
- Szojuz–5. lib.cas.cz. [2013. október 13-i dátummal az eredetiből archiválva]. (Hozzáférés: 2013. február 23.)
- Szojuz–5. blog.hu. (Hozzáférés: 2013. február 23.)

| Elődje: Szojuz–4 | Szojuz-program 1967–1981 | Utódja: Szojuz–6 |